# Jan Kyselák
Jan Kyselák (* 23. června 1949 Brno) je český hudební režisér a pedagog.

## Život
Vzdělání získal na gymnáziu Brně (1969), pokračoval na Konzervatoři Brno ve třídě profesora Františka Hrabala, kde vystudoval sólový zpěv (1970–1975) a později studoval na katedře zpěvu a operní režie AMU v Praze u profesora René Tučka (1980–1984).
Působí v Hradci Králové na Hudební katedře PdF UHK, kde vyučuje hlasovou výchovu a sólový zpěv.
Od roku 1990 se také začal plně věnovat hudební režii. Ve spolupráci se zvukovým režisérem Václavem Vlachým natočil více než 200 titulů CD – mezi nejvýznamnější počiny patří kompaktní disky pro KHDS Jitro, Chlapecký sbor Boni pueri, Dětský pěvecký sbor Severáček, Komorní filharmonie Pardubice, Filharmonie Hradec Králové, Janáčkovo kvarteto, nebo sólisty jako je např. zpěvák Luděk Vele, flétnista Jiří Stivín nebo varhaníci Václav Uhlíř a František Vaníček.
Pedagogické a umělecké působení:
- 1969 – 1974 Brno-Královo pole – varhaník a ředitel kůru
- 1974 – 1985 LŠU Zábřeh na Moravě a Uničov – pedagog sólového zpěvu a klavíru
- 1985 – 1986 Pedagogická fakulta Hradec Králové, katedra hudební výchovy – pedagog sólového zpěvu a hlasové výchovy
- 1986 – 1989 varhaník a ředitel kůru na Starém Brně
- 1990 – 1994 Konzervatoř Pardubice – pedagog sólového zpěvu
- 1990 – 1996 hudební redaktor Československého rozhlasu
- 1990 – srpen 2018 UHK PdF Hradec Králové - Hudební katedra (v letech 1991 – 1994 vedoucí Hudební katedry a v letech 2005 - 2008 předseda Akademického senátu)

Vyučované předměty na Hudební katedře PdF UHK:
- hlasová výchova, sólový zpěv

Nejdůležitější vědecké a umělecké aktivity:
- nahrávky CD – hudební režie
- Viola v barokní hudbě (L. Kyselák, B. Willy, J. Popelka)
- Česká varhanní tvorba (V. Uhlíř)
- Flétna v barokní hudbě
- Ave Maria
- Komorní filharmonie Pardubice
- Flétny v renesanční hudbě (J. Stivín, V. Uhlíř)
- Komorní soubor Syrinx
- Mistři romantismu atd.
- Rozhlasové nahrávky

Ostatní aktivity:
- člen předsednictva Unie českých pěveckých sborů HK
- člen domácích a mezinárodních porot soutěží v sólovém a sborovém zpěvu
- hlasový poradce
- dopisovatel časopisů Hudební rozhledy a Sborové umění

## Odborná činnost
Hudební režie (výběr z diskografie):
- Boni pueri a hosté, D. Eben, Musica Bohemica, J. Tůma, D. Wiesner, ad. (Supraphon 2007)
- Petr Eben a Jitro, sbm. Jiří Skopal, M. Chrobák - klavír, F. Vaníček - varhany (Amabile 2007)
- Bedřich Smetana, Leoš Janáček – Janáčkovo kvarteto (2 CD, (Amabile 1992–1993)
- Flétny v barokní hudbě – Jiří Stivín a Václav Uhlíř (Amabile 1992)
- Mistři romantismu – Roman Fedchuk, Stanislava Ramešová a Regina Renzová (Amabile 97)
- Viola v barokní hudbě – Ladislav Kyselák, Barbara Willy a J. Popelka (Amabile 1997)
- Antonín Dvořák – Filharmonie Hradec Králové, dirigent F. Vajnar (Amabile 1998)
- Kontrabas koncertní a virtuózní – Miloslav Jelínek a Marcela Jelínková (Gnosis 1999)
- Syrinx – Komorní soubor Syrinx (členové Komorní filharmonie Pardubice) (Amabile 1996)
- Královéhradecký mužský sbor – sbormistr Jan Míšek (Amabile 1999)
- Petr Eben: Organ Works – František Vaníček (Amabile 2000)
- Komorní filharmonie Pardubice – dirigenti Leoš Svárovský ad. (6 CD, Amabile 2000–2003)
- Přídavky Jitra – Královéhradecký dětský sbor JITRO, sbm. J. Skopal (Amabile 2001)
- Johannes Brahms, Bohuslav Martinů – Jiří Bárta a Jan Čech (Tonus classics 2004)
- Adventní písně – DA CAPO, sbm. Helena Karnetová, Václav Uhlíř-varhany (Amabile 2005)
- Milan Uherek dětem - Dětský pěvecký sbor Severáček, sbormistr Petr Pálka (Amabile 2005)
- Il mio catalogo–Luděk Vele-bas, Kom. filharmonie Pardubice, dir. František Preisler (Amabile 2005)
- Kontrabas v hudbě tří století – Miloslav Jelínek a Marcela Jelínková (Gnosis-Brno 2005)
- Česká varhanní tvorba – Václav Uhlíř (Amabile 1994)
- Otmar Mácha a Jitro – Královéhradecký dětský sbor JITRO, sbm. Jiří Skopal (Amabile 2005)
- Český chlapecký sbor Boni pueri–sbm.Jiří Skopal,P.Horák a J.Martinec (5 CD, Amabile 2000)
- Petr Eben a Jitro - sbm. Jiří Skopal, M. Chrobák - klavír, F. Vaníček - varhany (Amabile 2007)
- Ave Maria – sólisté Národního divadla Praha a Václav Uhlíř (Amabile 1995)
- Kde domov můj – Eduard Haken a Jiří Strejc (Amabile 1997)
- Hudba z kolonád – Karlovarský symfonický orchestr, dirigent Miloš Formáček (Amabile 2005)
- J. Brahms, Antonín Dvořák – Walingerovo kvarteto, Jiří Šlégl - klarinet (Tonus classics 2002)
- Mein Junges Leben hat ein End - Jiří Stivín a Václav Uhlíř (Supraphon 1996)
- Portrét Ivy Divišové (Karmelitánské nakladatelství 2001)
- Bohuslav Martinů a Jitro - KHDS Jitro, Stamicovo kvarteto, Alfréd Strejček (Amabile 2002)
- Opus One - Václav Marek & his Blue Star (FR 0130-2)
- Juventusgradecensisfestivamemnte - smyčcový orchestr ZUŠ Habrmanova 30 HK (2007)atd.